# ŠK Certissa Đakovo
ŠK Certissa bio je nogometni klub iz grada Đakova. 

## Povijest
Nastao je 924. spajanjem klubova Sokola i ĐŠK-a. Nakon sjedinjenja igrali su utakmice na ĐŠK-ovom Pazarištu i od tad se izvode prvi značajniji radovi na uređenju igrališta. 
Certissa je 1930. igrala u Pokrajinskom prvenstvu s klubovima Baranja Darda, BSK Beketinci, DMŠK Donji Miholjac, Fruškogorac Šid, Građanski Brčko, Hajduk Orašje, Jovalija Valpovo, Proleter Đurđenovac, Silni Bilje, Sloga Donji Miholjac, Šparta Beli Manastir, Šparta Vukovar i Taninpila Đurđenovac.
Klupske boje 1932. bile su plava i bijela.
Za vrijeme Drugoga svjetskog rata tribine i ograde stadiona bile su u potpunosti razorene i uništene. Tijekom i nakon Drugoga svjetskog rata ugašeni su gradski nogometni klubovi ŠK Certissa Đakovo i gradski takmac Građanski, a odmah po završetku Drugoga svjetskog rata, osnovano je Fiskulturno društvo Sloboda Đakovo s nogometnom sekcijom koje je utakmice igralo na Pazarištu.